# Euxinograd
Le château d' Euxinograd (Евксиноград) est un petit château situé à Varna en Bulgarie, ancienne résidence d'été des tsars de Bulgarie, à 8 km du centre-ville, au bord de la mer Noire. C'est aujourd'hui l'une des résidences présidentielles, ouverte au public l'été pendant le festival d'opéra Operosa.

## Historique

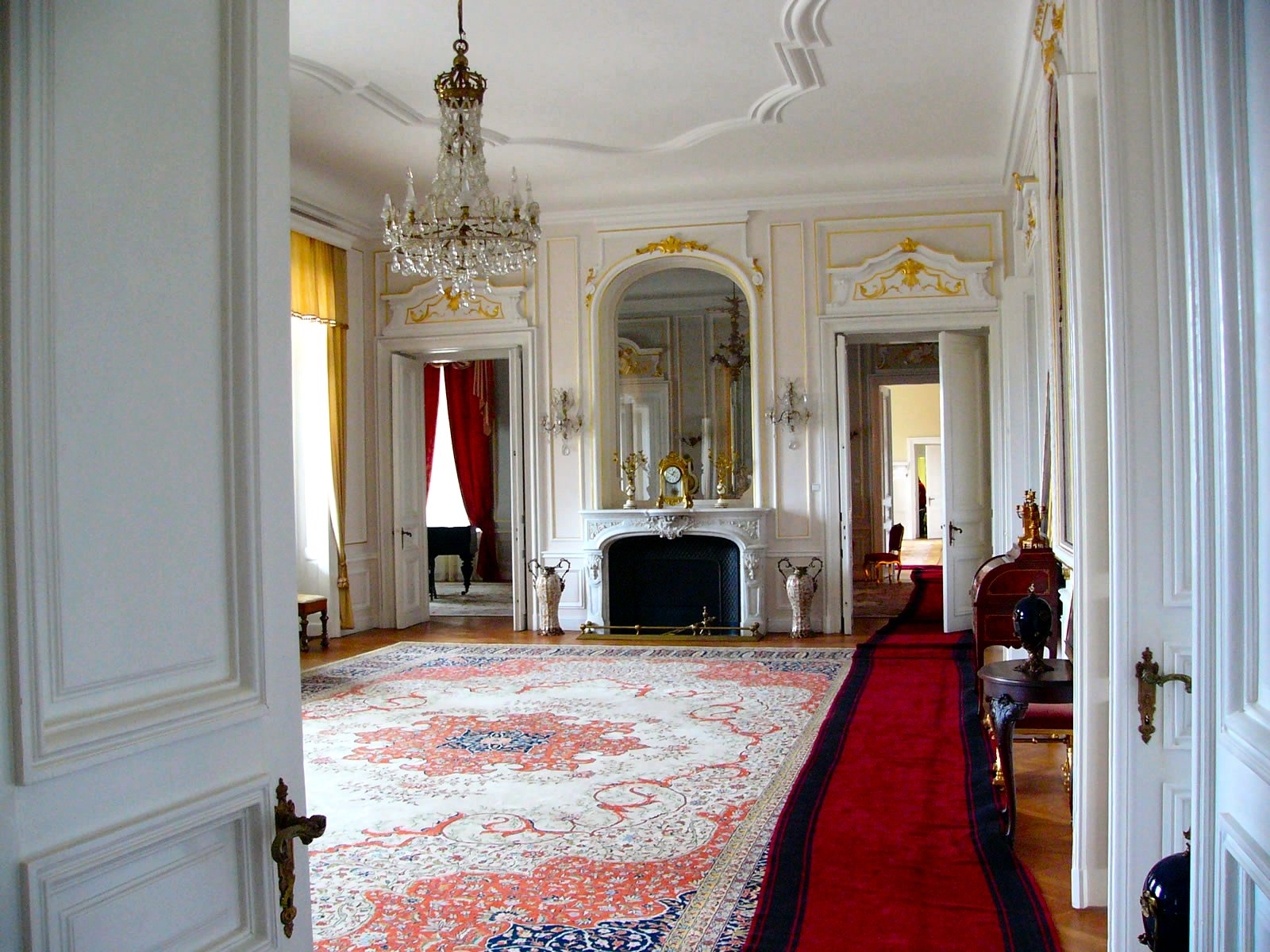
Vue d'un des salons.

Le château est commencé par Alexandre de Battenberg sur des terres offertes par l'Église grecque, le 16 mars 1882, à la place d'un ancien monastère dédié à saint Démètre et à saint Constantin.
L'architecte viennois, Viktor Rumplemayer, est l'auteur des plans. Le château est d'abord nommé Sandrovo (d'après le diminutif d'Alexandre). Plus tard, celui-ci complète le territoire du château dont le parc s'étend sur une surface de 80 hectares. Le château n'est terminé que sous le règne de Ferdinand Ier qui achète des éléments provenant de l'aile droite du château de Saint-Cloud démoli. La construction du château est achevée sous sa forme actuelle par l'architecte suisse Hermann Mayer et l'architecte bulgare Nicolas Lazarov. Il est baptisé Euxinograd selon la requête de Marie-Louise, épouse de Ferdinand, d'après un mot dérivant du grec ancien formé d'après Pont Euxin (ancien nom de la mer Noire signifiant, par antiphrase "mer hospitalière" en grec, la mer Noire étant connue pour ses violentes tempêtes) et le suffixe grad signifiant ville ou forteresse en slave.
C'est dans ces murs que meurt, le 12 septembre 1917, la reine Éléonore, seconde épouse du roi. Après l'abolition de la monarchie en 1946, le château devient la résidence des autorités communistes de la république populaire de Bulgarie.

## Architecture

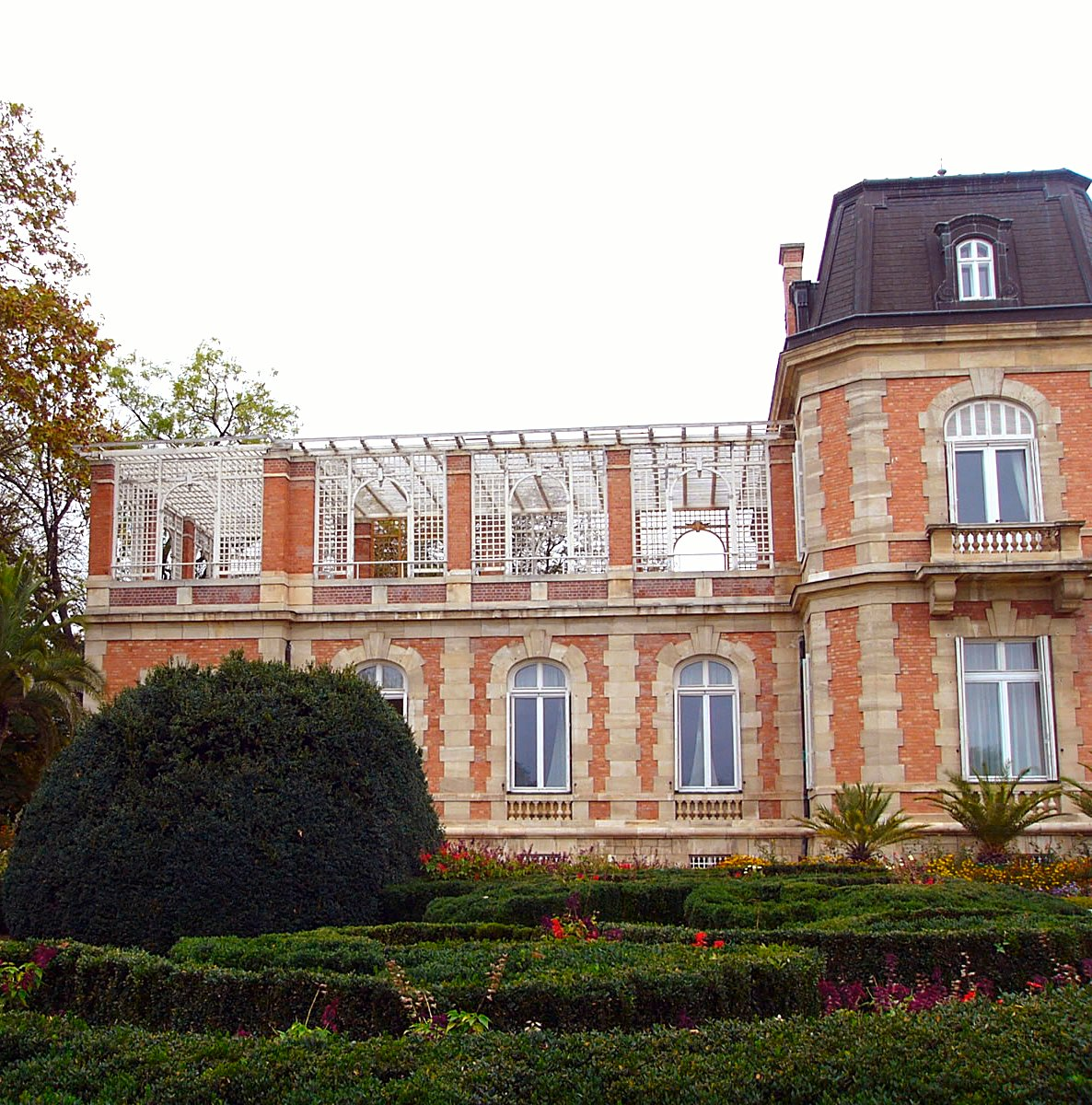
Vue d'une des ailes.

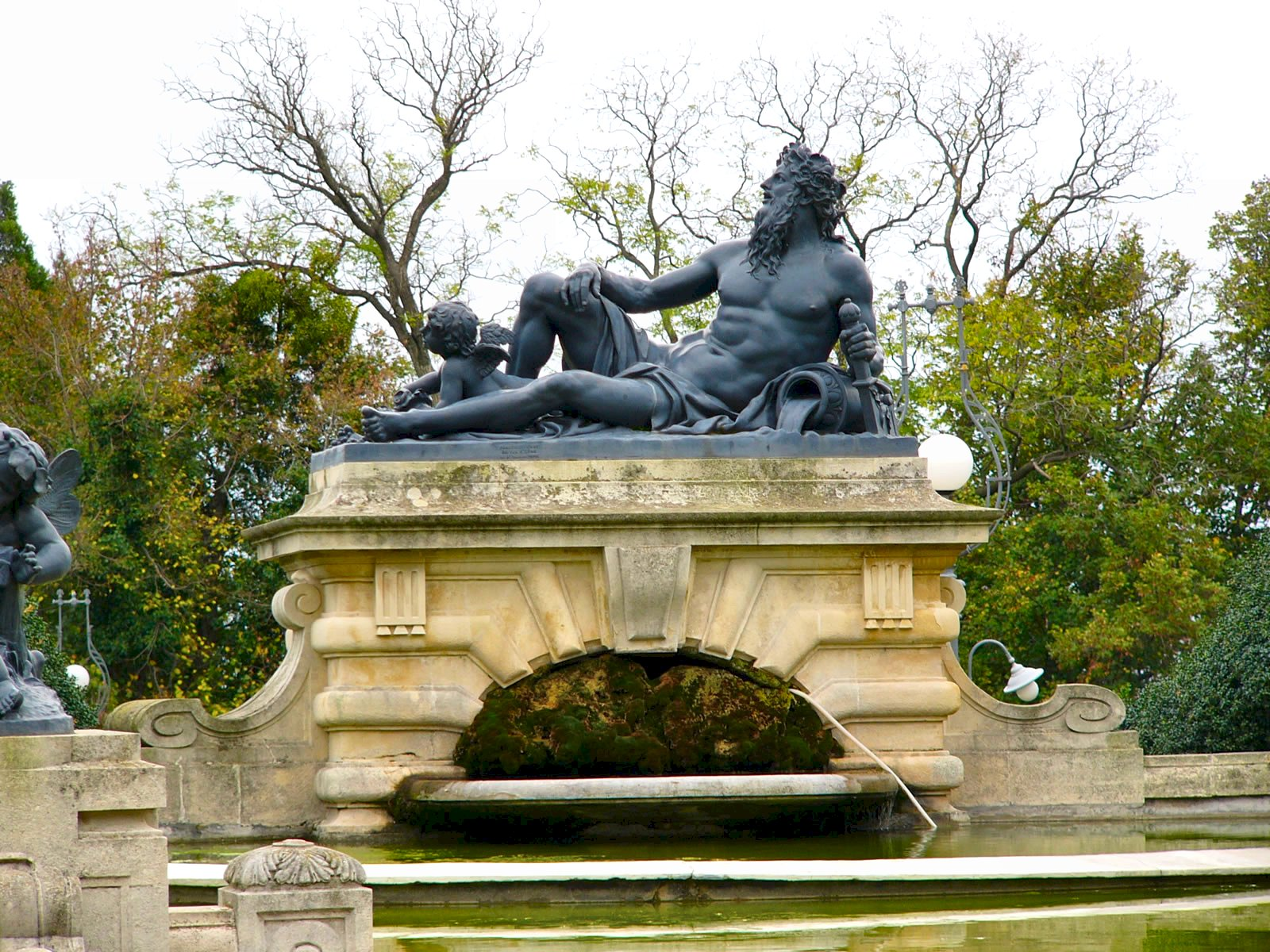
Fontaine de Neptune.

Le château est construit sur le modèle du château de Saint-Cloud, près de Paris, démoli des suites de la guerre franco-prussienne de 1870 par les canons français, alors qu'il était le siège de l'état-major prussien. Les derniers vestiges sont rasés en 1890-1891, date à laquelle Ferdinand achète les pierres de l'aile droite.
Il fait construire le château avec un toit mansardé dans le goût du XVIIIe siècle, flanqué d'une tour. Le rez-de-chaussée abrite les salons de réception, dont le salon de musique et la salle à manger ; le premier étage, les appartements privés ; le second les chambres de service.
Le mobilier est en acajou et en noyer. On remarque un immense chandelier décoré d'une couronne et de lis d'or, avec les armes du roi, cadeau de la maison de Bourbon, ainsi qu'un cadran solaire, cadeau de la reine Victoria. Les chais et la cave à vin s'étendent sur deux étages, avec des vins qui proviennent en partie du vignoble du domaine qui produit un petit vin blanc honorable, considéré comme l'un des meilleurs de Bulgarie aujourd'hui. La cave contient aussi des bouteilles de vin français ayant pour certaines 125 ans d'âge.
Les étables, dites chtala (de l'allemandt Stall), sont aussi remarquables.
Le parc (entouré de vignoble), dont l'aménagement prit plusieurs dizaines d'années à partir de 1890, comprend plus de 310 variétés de plantes venues d'Asie, d'Amérique du Sud, d'Afrique du Nord et de France méditerranéenne, dont la plupart ont été choisies par Ferdinand lui-même. Le parc est une combinaison de styles, allant du jardin à la française au parc paysager anglais, avec des éléments italiens. Il est parcouru d'une petite rivière et parsemé d'étangs, décoré de statues de bronze françaises, dont celle de Neptune. Le dessinateur du parc est le Français Édouard André. Il a fait venir 50.000 arbres directement par bateau de Marseille.

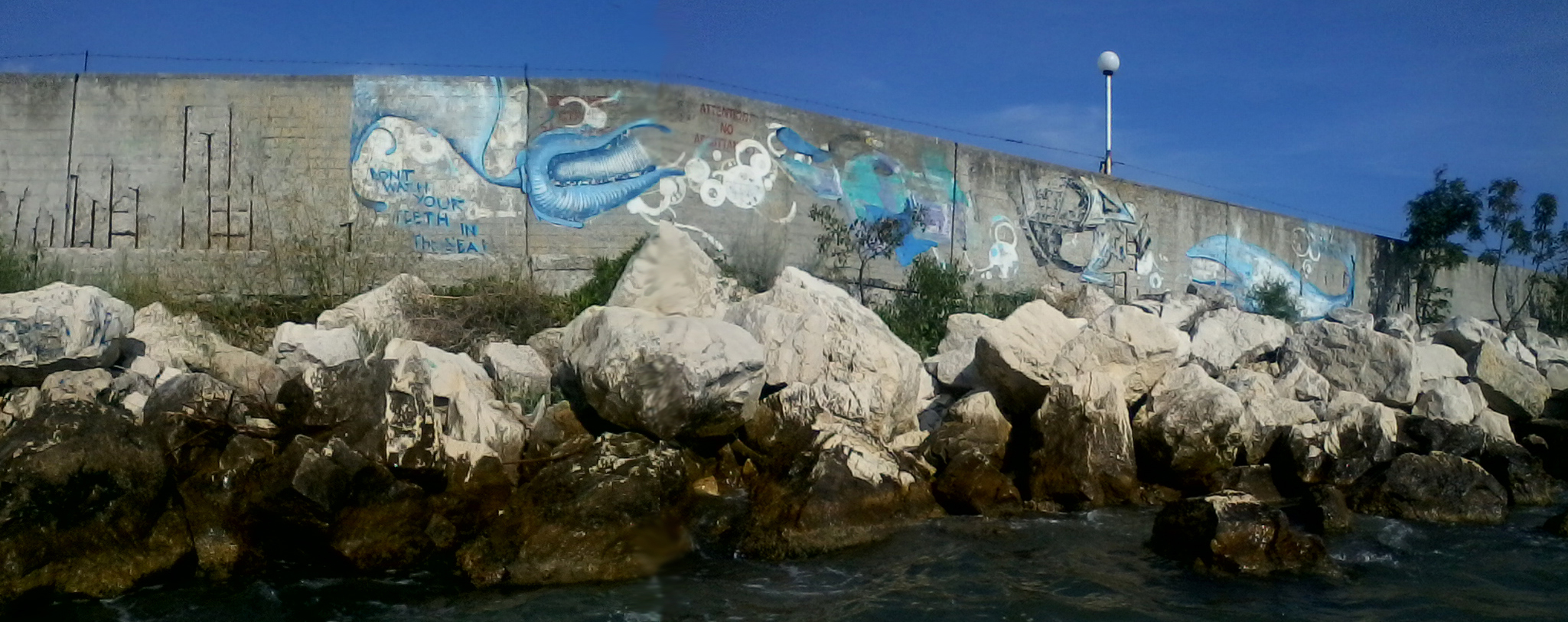
Mur séparant la plage en deux : une partie pour le gouvernement et l'autre pour les citoyens ordinaires.

Contrairement à la Constitution et aux lois de la République de Bulgarie, la plage d'Evksinograd est en partie clôturée et inaccessible au public.

## Galerie

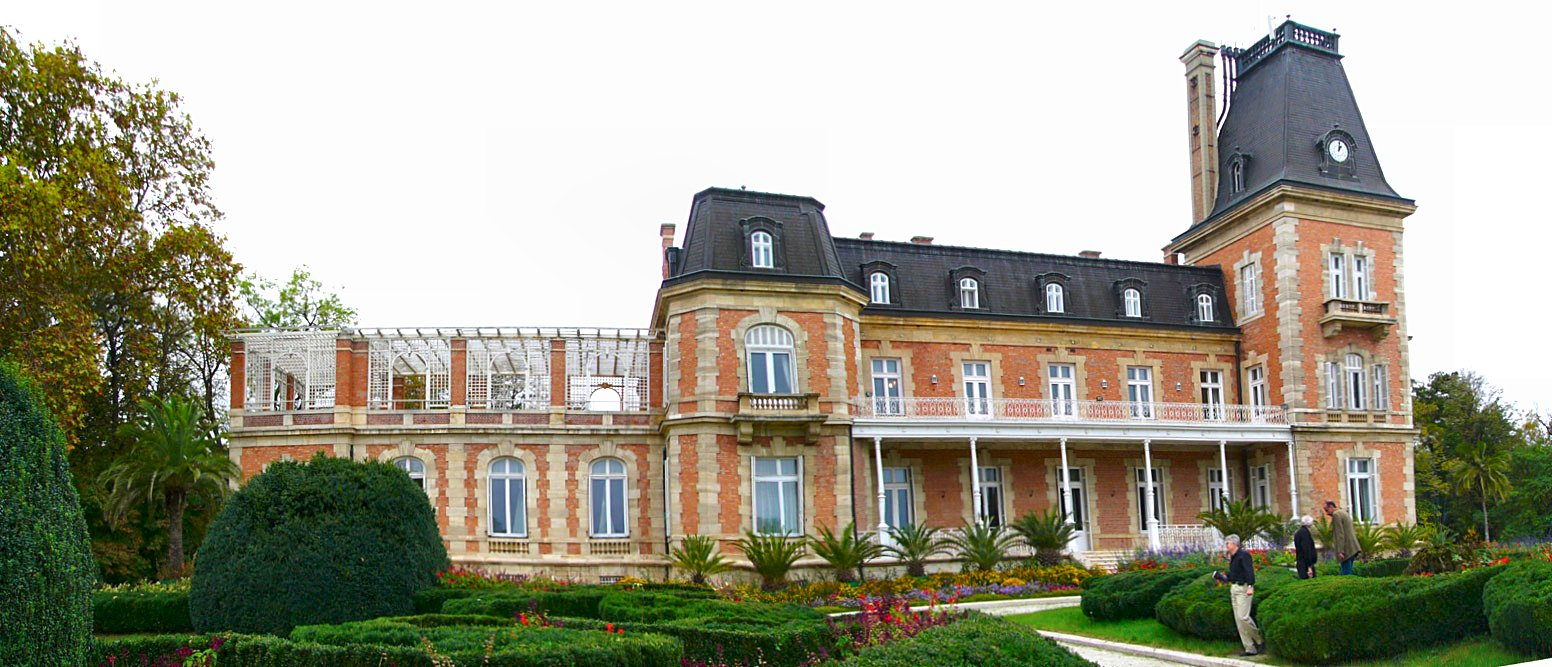
Vue d'ensemble du château.
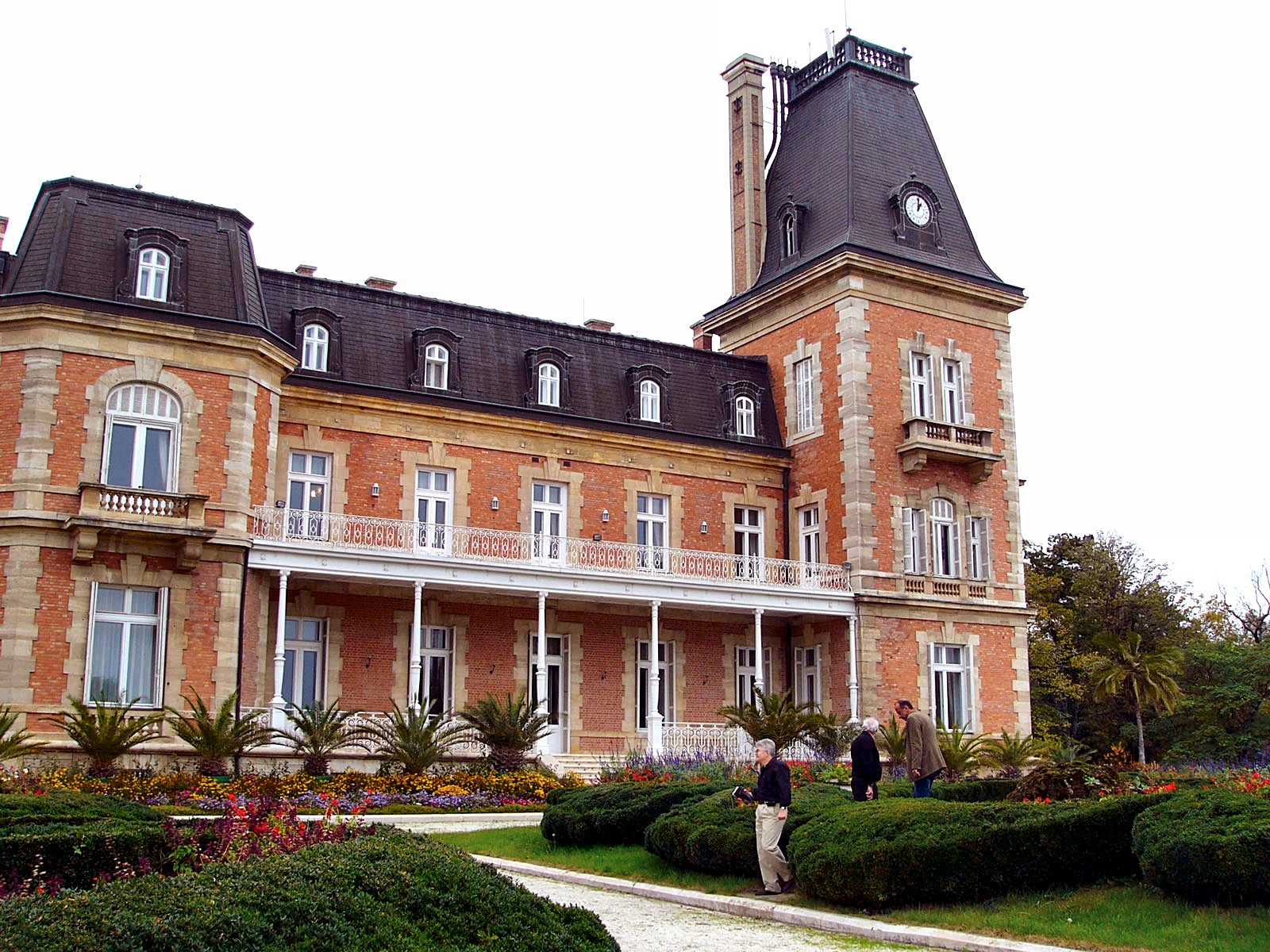
Corps de bâtiment du château.
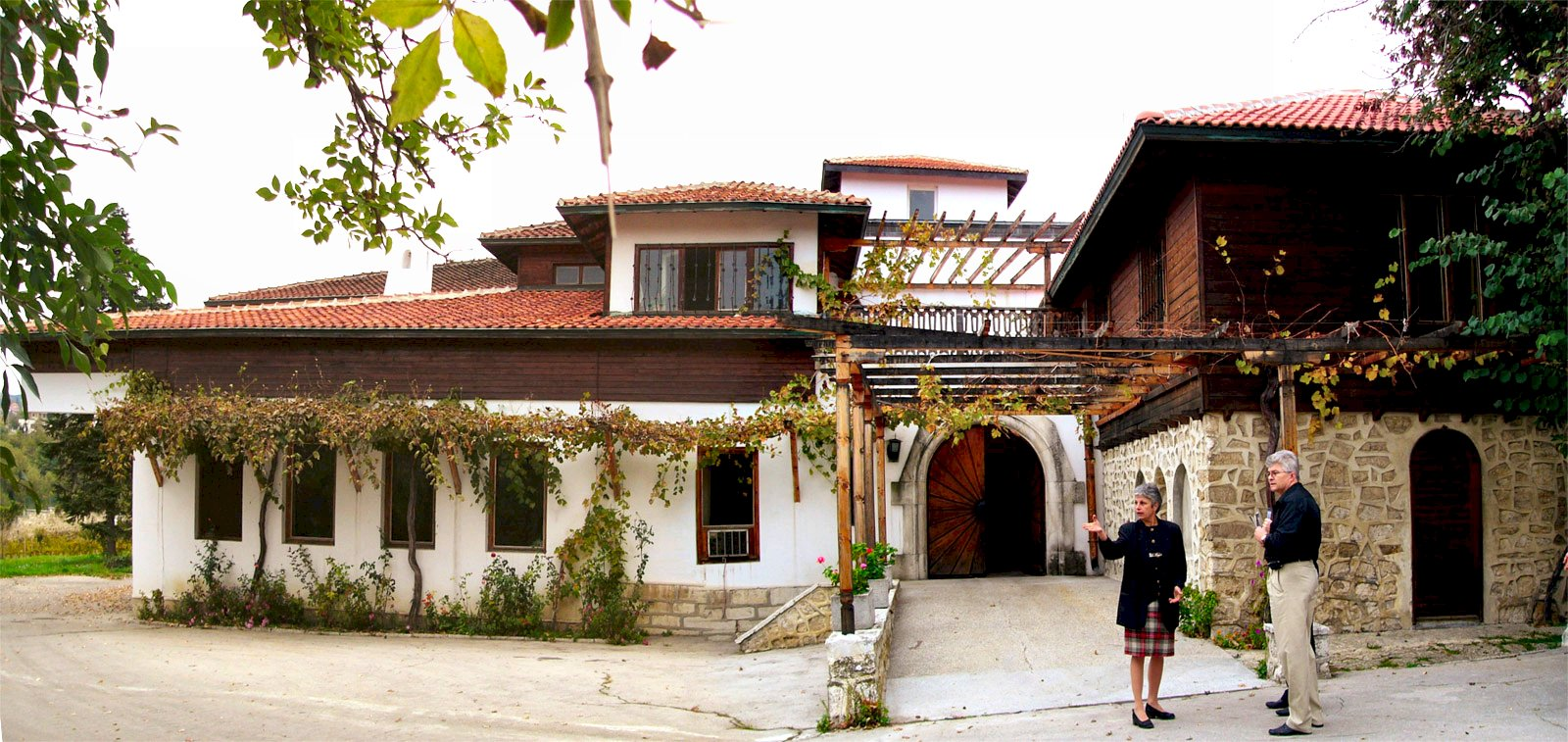
Entrée des chais et de la cave à vin.
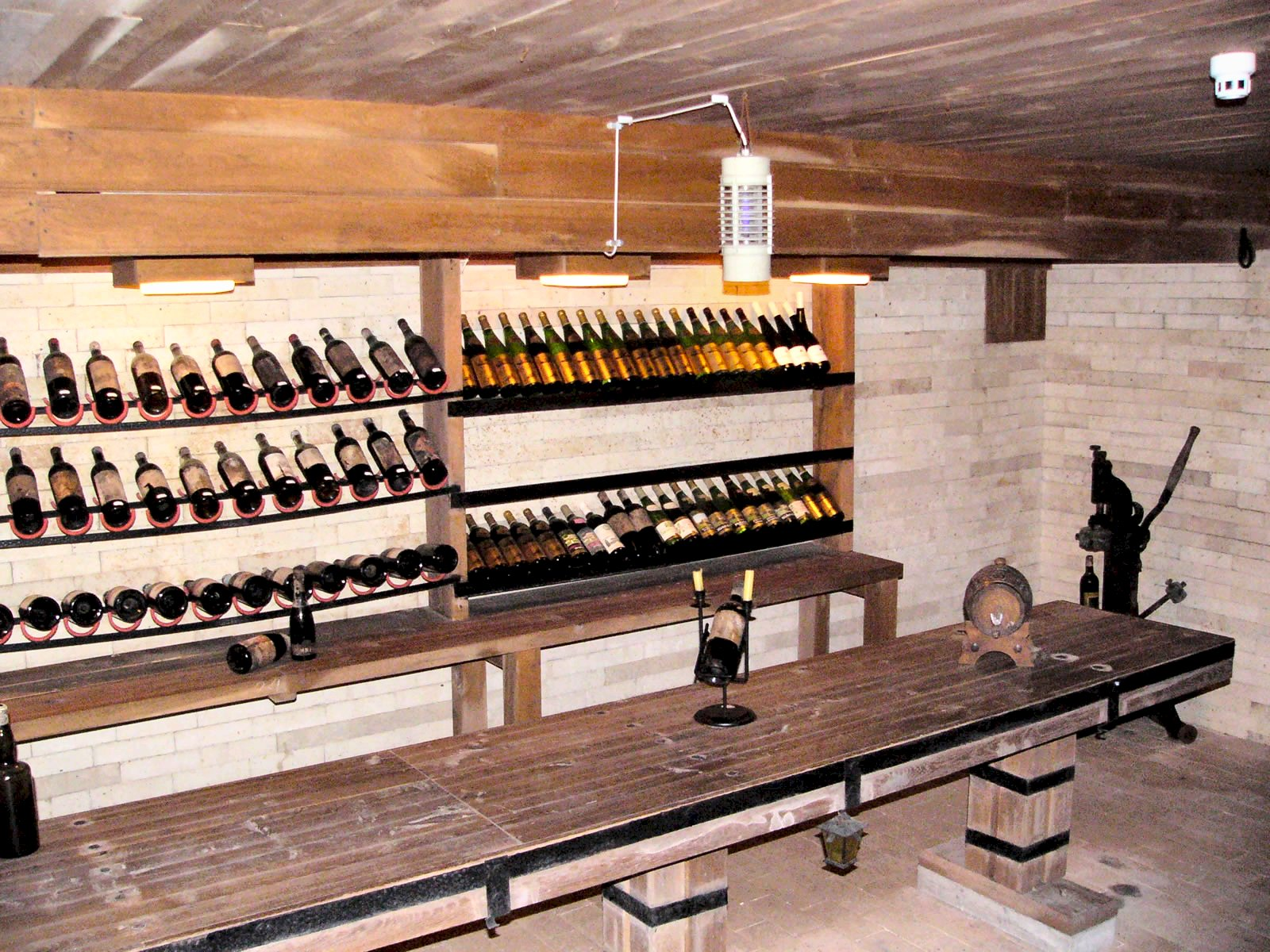
Bouteilles anciennes.

## Source
- (it) Cet article est partiellement ou en totalité issu de l’article de Wikipédia en italien intitulé « Euxinograd » (voir la liste des auteurs).